# Championnat du Nigeria de football 2014
Navigation
Saison précédente Saison suivante
La saison 2014 du Championnat du Nigeria de football est la vingt-quatrième édition de la première division professionnelle au Nigeria, la Premier League. Vingt clubs prennent part au championnat qui prend la forme d'une poule unique où toutes les équipes se rencontrent deux fois au cours de la saison, à domicile et à l'extérieur. À la fin de la saison, les quatre derniers sont relégués et remplacés par les quatre meilleurs clubs de la National League, la deuxième division nigériane.
C'est le tenant du titre, Kano Pillars, qui remporte à nouveau la compétition cette saison après avoir terminé en tête du classement final, avec un seul point d'avance sur Enyimba FC et quatre sur Warri Wolves FC. Il s'agit du quatrième titre de champion du Nigeria de l'histoire du club.

## Qualifications continentales
Les deux premiers du classement se qualifient pour la prochaine Ligue des champions tandis que le club classé 3e et le vainqueur de la Coupe du Nigeria obtiennent leur place pour la Coupe de la confédération.

## Les clubs participants
- Dolphin FC
- Sunshine Stars FC
- Crown FC - Promu de National League
- Enyimba FC
- Sharks FC
- Enugu Rangers
- Gombe United FC
- Kaduna United FC
- Kano Pillars
- Abia Warriors FC - Promu de National League
- El-Kanemi Warriors
- Heartland FC
- Akwa United FC
- Giwa FC - Promu de National League
- Warri Wolves FC
- Bayelsa United FC
- Lobi Stars FC
- Taraba FC - Promu de National League
- Nassarawa United FC
- Nembe City FC

## Compétition
Le barème de points servant à établir le classement se décompose ainsi :
- Victoire : 3 points
- Match nul : 1 point
- Défaite : 0 point

### Classement
| Rang | Équipe             | Pts | J  | G  | N  | P  | Bp | Bc | Diff |
| ---- | ------------------ | --- | -- | -- | -- | -- | -- | -- | ---- |
| 1    | Kano PillarsT      | 65  | 38 | 19 | 8  | 11 | 57 | 41 | +16  |
| 2    | Enyimba FCC        | 64  | 38 | 18 | 10 | 10 | 50 | 27 | +23  |
| 3    | Warri Wolves FC    | 61  | 38 | 18 | 7  | 13 | 49 | 38 | +11  |
| 4    | Giwa FCP           | 60  | 38 | 17 | 9  | 12 | 44 | 34 | +10  |
| 5    | Nasarawa United FC | 59  | 38 | 17 | 8  | 13 | 43 | 37 | +6   |
| 6    | Lobi Stars FC      | 59  | 38 | 19 | 2  | 17 | 40 | 46 | -6   |
| 7    | Abia Warriors FCP  | 58  | 38 | 17 | 7  | 14 | 51 | 40 | +11  |
| 8    | Enugu Rangers      | 58  | 38 | 17 | 7  | 14 | 45 | 37 | +8   |
| 9    | Dolphin FC         | 55  | 38 | 15 | 10 | 13 | 45 | 34 | +11  |
| 10   | Heartland FC       | 55  | 38 | 14 | 13 | 11 | 36 | 27 | +9   |
| 11   | Sunshine Stars FC  | 54  | 38 | 14 | 12 | 12 | 51 | 47 | +4   |
| 12   | Taraba FCP         | 53  | 38 | 16 | 5  | 17 | 35 | 41 | -6   |
| 13   | Sharks FC          | 52  | 38 | 14 | 10 | 14 | 42 | 39 | +3   |
| 14   | El-Kanemi Warriors | 51  | 38 | 14 | 9  | 15 | 43 | 35 | +8   |
| 15   | Bayelsa United FC  | 51  | 38 | 16 | 3  | 19 | 50 | 54 | -4   |
| 16   | Akwa United FC     | 51  | 38 | 14 | 9  | 15 | 27 | 34 | -7   |
| 17   | Gombe United FC    | 50  | 38 | 14 | 8  | 16 | 42 | 41 | +1   |
| 18   | Crown FCP          | 39  | 38 | 11 | 6  | 21 | 30 | 56 | -26  |
| 19   | Kaduna United FC   | 38  | 38 | 11 | 5  | 22 | 33 | 35 | -2   |
| 20   | Nembe City FC      | 28  | 37 | 6  | 10 | 22 | 23 | 73 | -50  |

|  | Qualification pour la Ligue des champions de la CAF 2015                                 |
|  | Qualification pour la Coupe de la confédération 2015                                     |
|  | Relégation en Division One                                                               |
|  | T : Tenant du titre C : Vainqueur de la Coupe du Nigeria P : Promu de la National League |

## Bilan de la saison
| Championnat du Nigeria de football 2014 |                         |
| Champion                                | Kano Pillars (4e titre) |
| Coupes et trophées                      |                         |
| Vainqueur de la Coupe du Nigeria 2014   | Enyimba FC              |
| Qualifications continentales            |                         |
| Ligue des champions de la CAF 2015      | Kano Pillars            |
| Ligue des champions de la CAF 2015      | Enyimba FC              |
| Coupe de la confédération 2015          | Warri Wolves FC         |
| Coupe de la confédération 2015          | Dolphin FC              |
| Promotions et relégations               |                         |
| Promus en Premier League                | Ifeanyi Ubah FC         |
| Promus en Premier League                | Shooting Stars SC       |
| Promus en Premier League                | Wikki Tourists FC       |
| Promus en Premier League                | Kwara United FC         |
| Relégués en National League             | Gombe United FC         |
| Relégués en National League             | Crown FC                |
| Relégués en National League             | Kaduna United FC        |
| Relégués en National League             | Nembe City FC           |